# آلوس کورنلیوس سلسوس

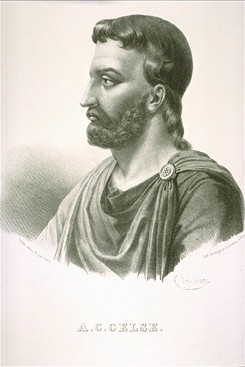

آلوس کورنلیوس سلسوس (پیرامون ۲۵ پیش از میلاد—پیرامون ۵۰) دانشنامه‌نویس رومی بود که بخشی از آثار به جای مانده از او در زمینهٔ پزشکی به نام De Medicina مشهور است. دو مدیسینا که خود گمان می‌رود تنها بخش برجای مانده از دانشنامه‌ای بزرگتر باشد، منبعی مهم برای نوع رژیم غذایی، داروسازی، جراحی و زمینه‌های مرتبط به شمار می‌رود. همچنین این اثر یکی از بهترین منابع برای آشنایی با دانش پزشکی در روم باستان می‌باشد. دیگر بخش‌های از بین رفتهٔ این دانشنامه احتمالاً مواردی همچون کشاورزی، قانون، اخلاق و هنرهای نظامی را شامل می‌شده است.